# مابلتورپ و ساتون
مابلتورپ و ساتون (به انگلیسی: Mablethorpe and Sutton) یک شهرک در بریتانیا است که در میدلند شرقی واقع شده‌است.

## خصوصیات
مابلتورپ و ساتون ۱۱٬۷۸۰ نفر جمعیت دارد.